# Gamasellus peninsularis
Gamasellus peninsularis är en spindeldjursart som beskrevs av Ishikawa 1976. Gamasellus peninsularis ingår i släktet Gamasellus och familjen Ologamasidae. Inga underarter finns listade i Catalogue of Life.